# Naturschutzgebiet Eder, LP Erndtebrück
Koordinaten: 51° 1′ 58″ N, 8° 15′ 23″ O
Das Naturschutzgebiet Eder, LP Erndtebrück liegt auf dem Gebiet der Gemeinde Erndtebrück im Kreis Siegen-Wittgenstein in Nordrhein-Westfalen.
Das aus zwei Teilflächen bestehende etwa 56,2 ha große Gebiet, das im Jahr 2011 unter der Schlüsselnummer SI-123 unter Naturschutz gestellt wurde, erstreckt sich nördlich des Kernortes Erndtebrück entlang der Eder, der Röspe und der Gutes Wasser.